# لويس جيل بيتنكورت
لويس جيل بيتنكورت (بالبرتغالية: Luís Gil Bettencourt‏) هو كاتب أغاني برتغالي، ولد في 26 يونيو 1956 في برايا دي فيتوريا في البرتغال.